# Maxime Dillies
Pour les articles homonymes, voir Dillies.
Maxime Dillies est un joueur français de volley-ball né le 11 avril 1984 à Roubaix (Nord). Il mesure 1,89 m et joue au poste de passeur.

## Clubs
| Club      | De        | À         |
| --------- | --------- | --------- |
| Harnes VB | 2006-2007 | 2011-2012 |
| Tours VB  | 2012-2013 | 2013-2014 |
| Harnes VB | 2018-2019 | ...       |

## Palmarès
- Championnat de France (2)
  - Vainqueur : 2013, 2014
- Coupe de France (2)
  - Vainqueur : 2013, 2014
- Supercoupe de France (1)
  - Vainqueur : 2013